# The Devil All the Time
The Devil All the Time és una pel·lícula de thriller psicològic de 2020 basada en la novel·la homònima de Donald Ray Pollock. Va ser dirigida i co-escrita per Antonio Campos i produïda per Jake Gyllenhaal i Randall Poster. El repartiment inclou Tom Holland, Bill Skarsgård, Riley Keough, Jason Clarke, Sebastian Stan, Haley Bennett, Eliza Scanlen, Mia Wasikowska i Robert Pattinson.

## Premissa
| «          | A Knockemstiff (Ohio) i als seus voltants, personatges sinistres — un predicador pecaminós (Robert Pattinson), una parella retorçada (Jason Clarke i Riley Keough) i un xèrif corrupte (Sebastian Stan) — convergeixen al voltant del jove Arvin Russell (Tom Holland) mentre lluita contra les forces malvades que l'amenacen a ell i a la seva família. | » |
| — Netflix, | |   |

## Repartiment
- Tom Holland com a Arvin Russell, fill de Willard i Charlotte.
  - Michael Banks Repeta com a Arvin Russell (9 anys).
- Bill Skarsgård com a Willard Russell, pare d'Arvin i marit de Charlotte.
- Riley Keough com a Sandy Henderson, germana del xèrif Lee i esposa de Carl Henderson.
- Jason Clarke com a Carl Henderson, marit de Sandy.
- Sebastian Stan com a xèrif Lee Bodecker.
- Haley Bennett com a Charlotte Russell, mare d'Arvin i esposa de Willard.
- Eliza Scanlen com a Lenora Laferty, filla de Roy i Helen.
  - Ever Eloise Landrum com a Lenora Laferty de petita.
- Mia Wasikowska com a Helen Hatton, mare de Lenora i esposa de Roy.
- Robert Pattinson com a reverent Preston Teagardin.
- Harry Melling com a Roy Laferty, pare de Lenora i marit de Helen.
- Douglas Hodge com a Leroy Brown.
- Kristin Griffith com a Emma Russell, àvia d'Arvin i mare de Willard.
- Pokey LaFarge com a Theodore Laferty, germà de Roy.
- David Atkinson com a Earskell, besoncle d'Arvin.
- Donald Ray Pollock com a narrador.
- Drew Starkey com a Tommy Matson, un dels assetjadors de Lenora.

## Producció
La pel·lícula es va anunciar el setembre de 2018 amb Tom Holland, Robert Pattinson, Chris Evans i Mia Wasikowska en negociacions per participar-hi. Antonio Campos va ser l'escollit per escriure'n el guió i dirigir-la amb Jake Gyllenhaal com a productor. El gener de 2019 es van unir al repartiment Bill Skarsgård i Eliza Scanlen i Netflix en va esdevenir la distribuidora. Sebastian Stan va substituir Evans, a causa d'incompatibilitat d'horaris, que el va recomanar ell mateix mateix pel paper. A més a més, Jason Clarke, Riley Keough i Haley Bennett també van sumar-se al repartiment. El març de 2019 també ho va fer Harry Melling. Danny Bensi i Saunder Jurriaans n'han compost la banda sonora.
El rodatge va començar el 19 de febrer de 2019 a Alabama i es va acabar el 15 d'abril de 2019.

## Estrena
La data d'estrena de la pel·lícula és el 16 de setembre de 2020 a Netflix.